# Максимов Починок
Максимов Починок — село в Мамадышском районе Татарстана. Входит в состав Красногорского сельского поселения.

## География
Находится в центральной части Татарстана на расстоянии приблизительно 7 км на запад-юго-запад от районного центра города Мамадыш.

## История
Известно с 1652 года. В 1915 году была построена Вознесенская церковь, в начале XX века в селе располагалось волостное правление.

## Население
Постоянных жителей было: в 1782—227 душ мужского пола, в 1859—919, в 1897—965, в 1908—907, в 1920—897, в 1926—889, в 1938—617, в 1949—392, в 1958—278, в 1970—346, в 1979—191, в 1989—130, в 2002 году 52 (русские 98 %), в 2010 году 48.